# Sexy Sushi
Sexy Sushi är ett franskt Electroclashband som grundades 2004 av Rebeka Warrior och Mitch Silver.

## Diskografi
- 2004: Défonce ton ampli (CDR, Merdier Records / Wonderground)
- 2005: J'en veux j'en veux des coups de poing dans les yeux (CDR, Merdier Record / WonDerGround Distribution)
- 2005: Caca (CDR, Merdier Records / Wonderground)
- 2006: Ça m’aurait fait chier d’exploser (CDR, Merdier Records / Wonderground)
- 2008: Marre Marre Marre (Believe)
- 2009: EP Des jambes (SV03, Scandale Records)
- 2009: Tu l'as bien mérité (SC002, Scandale Records)
- 2010: Château de France
- 2010: Cyril (L'autre distribution) [1]
- 2011: Mauvaise foi
- 2011: Flamme